# 杨牧 (四川)
杨牧（1944年3月—），原名杨模，曾用笔名峰波，男，四川渠县人，中国当代诗人，兼作小说、散文、剧本等。曾长期担任《星星》诗刊主编，现任四川省作协副主席。代表作《我是一个青年》（1980年）、《边魂》三章。